# Pogoń Katowice
TS Pogoń Katowice – klub sportowy z Katowic założony w 1920.

## Historia
Powstał 16 lutego 1920 jako klub piłkarski. Czołowymi działaczami z tamtego okresu byli Czesław Bloch, Baltazar Szaflik, Paweł Wybierski i Alojzy Budniok. Prawdopodobnie był to najstarszy polski klub w Katowicach. W dniu 7 października 1920 r. do Klubu dołączył KS "Siła"-Zawodzie. W połowie 1921 r. "Pogoń"-Katowice zrzeszała 270 członków. Od 1928 roku klub stał się klubem wielosekcyjnym. Pod koniec 1938 r. liczył 700 członków i posiadał sześć sekcji. W sekcji hokeja i piłki ręcznej grał Ernest Wilimowski, piłkarz Erster Fussball-Club Katowice, a następnie Ruchu Hajduki Wielkie. 
W 1949 roku klub został odgórnie połączony z KS Baildon Katowice lub ze Zrzeszeniem  Sportowym "Stal". W następnych latach działacze próbowali reaktywować Pogoń, jednak władze na to nie zezwoliły ponieważ był to klub zbyt "inteligencki". Być może miało to związek z tym, że podczas meczu Polska - ZSRR kibice "Pogoni" skandowali na widok radzieckich sportowców "Bierzcie zegarki i rowery i jedźcie do jasnej cholery".
Stadion Pogoni powstał w 1925 r., dziś jest to stadion AWF Katowice przy ul. Kościuszki. 

## Sekcje sportowe i sukcesy
- Lekkoatletyka
  - sześciokrotna mistrzyni Polski, uczestniczka Igrzysk Olimpijskich w Amsterdamie w 1928 roku - Anna Breuer-Mosler
- Szermierka
  - złoty medal w szabli w Mistrzostwach Polski w 1946 roku - Teodor Zaczyk
  - złoty medal w szpadzie w Mistrzostwach Polski w 1947 roku - Jan Nawrocki
  - złoty medal w szpadzie w Mistrzostwach Polski w 1948 roku - Jan Nawrocki
  - złoty medal w szabli w Mistrzostwach Polski w 1948 roku - Antoni Sobik
  - złoty medal w szabli w Mistrzostwach Polski w 1949 roku - Antoni Sobik
  - złoty medal w florecie w Mistrzostwach Polski w 1949 roku - Antoni Sobik
  - złoty medal w florecie w Mistrzostwach Polski w 1949 roku -  Herta Liszkowska
- Hokej
  - Mistrzostwo Śląska w 1939 (po zwycięstwie 5:2 z drużyną Zaolzie Trzyniec)[3]
- Piłka nożna
  - 16-krotny Reprezentanci Polski w piłce nożnej mężczyzn reprezentant Polski, uczestnik MŚ 1938 - Wilhelm Góra
  - 7-krotny reprezentant Polski, debiut w meczu Czechosłowacja - Polska w 1947 roku - Werner (Antoni) Janik
  - 1-krotny reprezentant Polski - Edward Emil Konietzny
  - 6-krotny reprezentant Polski - Adolf Krzyk
  - 2 (3)-krotny reprezentant Polski - Paweł Lubina
  - 1-krotny reprezentant Polski - Leonard Malik
  - 11-krotny reprezentant Polski, uczestnik MŚ 1938 - Erwin Günther Nytz
  - 16 (22)-krotny reprezentant Polski - Karol Pazurek
  - 17-krotny reprezentant Polski, grający trener - Leonard Piontek
  - 3-krotny reprezentant Polski - Wacław Sąsiadek
- Piłka ręczna
- Tenis: zawodnikami klubu byli m.in. mistrzowie Polski, Kazimierz Tarłowski i Walenty Bratek[4].
- pływanie
  - złoty medal w Mistrzostwach Polski w skokach do wody - Helmut Barysz (olimpijczyk)
  - złoty medal w Mistrzostwach Polski w skokach do wody - Norbert Malczyk
  - złoty medal w Mistrzostwach Polski w skokach do wody - Priebe
  - złoty medal w Mistrzostwach Polski w skokach do wody - Zofia Szczepańska-Ruhsan
- Sporty motorowe
  - żużel - w barwach Pogoni startowali m.in. Ludwik Draga oraz Herbert Hennek i jego synowie Ginter Hennek i Jan Hennek.

## Zawodnicy
Pogoń wychowała pięciu olimpijczyków: przed wojną Wilhelma Schneidera, a po wojnie Rajmunda Karwickiego, Jana Nawrockiego, Antoniego Sobika i Teodora Zaczyka.